# Ричард Никсън
 Ричард Милхауз Никсън (на английски: Richard Milhous Nixon) е 37-ият президент на САЩ (1969 – 1974), както и 36-ият вицепрезидент на САЩ (1953 – 1961), служил при Дуайт Айзенхауер.
Твърди се, че Никсън трансформира поста на вицепрезидент, като го прави по-видима и стабилна платформа за президентска кандидатура. Той е единственият, който е избиран 2 пъти за вицепрезидент и 2 пъти за президент, и единственият президент, подал оставка от тази длъжност. Тя е резултат от сигурния импийчмънт, свързан с аферата „Уотъргейт“.
Никсън е известен със своята външна политика, особено спрямо Съветския съюз и Китай, както и с това, че слага край на Виетнамската война. Националната му политика се характеризира с консервативна риторика и либерални действия, особено в областта на опазването на околната среда.
Като президент Никсън въвежда контрол над заплатите и цените, индексира социалните осигуровки с инфлацията. Поддържа въвеждането на контрол над продажбата на оръжия и премахва последните останки от Златния стандарт. Създава Агенцията за защита на околната среда, Администрацията за трудова и здравна безопасност, засилва се прилагането на квоти за малцинствата на федерално ниво.

## Произход и младежки години
Ричард Никсън е роден в Йорба Линда, Калифорния в семейството на Франсис Никсън и Хана Милхауз Никсън. Отгледан е от майка си като квакер. Възпитанието му е толкова строго, че му е било забранено пиенето, танците и употребата на ругатни. Баща му, познат като Франк, е бивш член на Методистката протестантска църква, като след това доброволно приема квакерството, но никога не възприема напълно този дух.
Баща му е отдаден на семейния бизнес – магазин за продажба на хранителни стоки и бензин. Никсън винаги е говорил с уважение за своите родители. Днес Библиотеката на Ричард Никсън е построена до къщата, в която е роден. Той е второто от пет деца – всичките момчета. Детството му е било белязано от семейна трагедия – двама от неговите братя умират от туберкулоза.
Никсън посещава гимназията „Фълертън“ (1926 – 1928) г., а след това гимназията „Уитиър“ (1928 – 1930). Печели пълна стипендия за Харвард, но тъй като тя не покрива разходите за живот, а семейството му не може да ги покрие, не е записан там. Посещава колежа „Уитиър“ – местно квакерско училище. През 1934 г. завършва 2-ри по успех и отива в Юридическото училище на университета „Дюк“, където получава пълна стипендия.
Никсън се връща в Калифорния, взема изпита за адвокатска правоспособност и започва работа в малък местен адвокатски офис. Работата е преди всичко рутинна и Никсън я намира за скучна. По-късно признава, че изследването на семейни казуси го кара да се чувства неудобно, тъй като квакерското му възпитание забранява да се обсъждат лични проблеми с непознати.
По време на този период среща жена си Пат, учителка в гимназията, и те се женят на 21 юни 1940 г. Имат 2 дъщери – Триша и Джулия. По време на Втората световна война служи като офицер във флота; по-късно твърди, че мрази Хитлер и е бил ужасен от нападението над Пърл Харбър.

## В Конгреса, 1946 – 1952 г.
Никсън е избран в Камарата на представителите от окръг в южна Калифорния през 1946 г., като побеждава демократа Джери Вурис, след агресивна кампания.
80-ият конгрес е първият след 1930 г., в който републиканците имат мнозинство. Става приятел с Джон Ф. Кенеди. Никсън участва в комитета, който прилага плана „Маршал“ за помощ на Европа. Подкрепя закона „Тафт – Хартли“ за учредяването на профсъюзите. Става член на Комитета за антиамериканските дейности и представя свидетелство, според което старшият съветник на Рузвелт – Алгер Хис е предател в полза на Съветския съюз. Никсън вече е водеща фигура в националната политика и лесно е преизбран през 1948 г.
Никсън е избран в Сената през 1950 г., като побеждава Хелън Дъглас, която е обвинена по време на кампанията, че има леви уклони, нарича я „Розовата дама“. По време на кампанията местен вестник му лепва прякора „Хитрият Дик“ („Tricky Dick“), който му остава до края на живота.

## Вицепрезидент
През 1952 г. е номиниран за кандидат за вицепрезидент на Дуайт Айзенхауер, при все че е едва на 39 години. Сред новостите по време на кампанията на Никсън е използването на телевизията. Обвинен е от неназовани източници, че използва незаконно пари, придобити от бизнеса. Той се появява по телевизията и произнася емоционална реч в своя защита. Като показва независима експертиза както на своите лични, така и на финансовите документи на кампанията, той посочва експертизата като елиминираща всички съмнения за нарушения и обвинява претендента на Демократическата партия Адлай Стивънсън, че има черна каса. Тази реч става по-известна с някои изрази, като този, че жена му Пат не носи норка, а „порядъчно, републиканско, вълнено палто, и въпреки че му е подарен в хода на кампанията кокершпаньол на име Чийкърс („Checkers“), няма да го върне, понеже дъщерите му го обичат. Като резултат тази реч става известна като „Речта Чийкърс“ и донася изключителна подкрепа за Айзенхауер и е сред причините Никсън да бъде оставен в двойката.
Никсън преоткрива службата на вицепрезидента. Въпреки че няма формална власт, той има вниманието на медиите и Републиканската партия. За първи път демонстрира, че този пост може да бъде плацдарм за Белия дом. Повечето вицепрезиденти след това следват неговия пример и се кандидатират за президент (с изключение на Нелсън Рокфелер). Той е първият вицепрезидент, който встъпва във формална власт и управлява временно правителството. Прави това 3 пъти, когато Айзенхауер е болен: когато президентът получава инфаркт на 24 септември 1955 г., когато президентът има възпаление на червата юни 1956 г. и когато президентът получава удар през ноември 1957 г. Неговата бърза ориентация в ситуацията става ясна на 24 юли 1957 г. по време на откриването на Националната изложба в Москва, където той води импровизиран дебат със съветския лидер Никита Хрушчов за предимствата на капитализма и социализма.

## Изборите през 1960 г. и годините след това
През 1960 г. се кандидатира за президент, но губи от Джон Ф. Кенеди. Изборите са много оспорвани през цялата кампания, като всеки ход в нея е можел да ги реши, провеждат се и първите телевизионни дебати. Никсън изтъква своя опит, но Кенеди твърди, че е нужна „нова кръв“ и твърди, че администрацията на Айзенхауер е била „мека“ в областта на отбраната.
През 1962 г. Никсън губи изборите за губернатор на Калифорния. В своята реч след загубата Никсън обвинява медиите, че са фаворизирали неговия опонент Пат Браун и твърди, че това е „последната му пресконференция“ и че „вече няма да гледате как Дик Никсън раздава правосъдие“.

## Президентство
Никсън се премества в Ню Йорк, където става скъпо платен съдружник във водеща адвокатска кантора – „Никсън, Мъдж, Рози, Кърти & Алекзандър“. По време на изборите за Конгрес той събира подкрепа из страната за кандидатите на Републиканската партия и така задълбочава влиянието ѝ. През изборите от 1968 г. осъществява забележително политическо завръщане като печели номинацията отново. Никсън се обръща към така нареченото „мълчаливо мнозинство“ от консервативни американци, които не харесват хипитата и противниците на войната. Той обещава „постигане на мир с достойнство“ и без да обещава, че ще спечели войната, Никсън твърди, че „новите ръководители ще сложат край на войната и ще спечелят мир в Пацифика“. Не излага план за края на войната, което кара Хъбърт Хъмфри да каже, че може би има някакъв „таен план“. Никсън не е изричал тази фраза, но никога не се е дистанцирал от нея и скоро след това става част от кампанията му. Той побеждава Хъмфри и Джордж Уолъс и става 37-ия президент на САЩ.
Веднъж влязъл в офиса, той предлага „Доктрината Никсън“, която има за цел възлагането на войната на виетнамците и намаляване на ролята на американците. През юли 1969 г. Никсън посещава Южен Виетнам и се среща с президента Нгуиен Ван Тиен и с американски командири. След изтеглянето на американските сили боевете са оставени на южновиетнамската армия, която е оборудвана с модерно въоръжение, но бойните ѝ умения са под въпрос поради неадекватното финансиране, нисък морал и корупция.
Никсън дава зелена светлина за секретна бомбена кампания в Камбоджа през март 1969 г. (с кодово название „Меню“) за разрушаване на военни лагери и войска на Националния фронт за освобождаване на Виетнам.
Президентът осъзнава, че със започването на бомбардировките, непопулярната война ще се разпространи в Камбоджа, която официално е неутрална, но в действителност не е. По време на дебатите за импийчмънта неортодоксалното използване на изпълнителната власт при издаването на заповедите за бомбардиране е част от основанията за отстраняването от длъжност, но обвиненията отпадат, след като е преценено, че няма нарушение на Конституцията.
На 20 юли 1969 г. Никсън се обръща по радиото към Нийл Армстронг и Едуин Олдрин по време на тяхната легендарна разходка по Луната. На 5 януари 1972 г. одобрява развитието на програмата за космическата совалка, решение, което оказва изключително влияние на американската програма за изследване и развитие на Космоса.
През 1960 г. Китай прекратява съюза си със СССР, като напрежението между тях достига своя връх през 1969 – началото на 1970 г., а Никсън се възползва от това, за да промени баланса на силите в Студената война в полза на Запада. Никсън подобрява значително отношенията с Китай, което по-късно става известно като „китайската карта“ в отношенията със СССР. През 1971 г. е направен ход за допълнително подобряване на отношенията, когато Китай кани американския отбор по тенис на маса. Американският отговор е оказаната подкрепа за влизането на комунистическата държава в Организацията на обединените нации, на което винаги е било налагано вето. През октомври 1971 г. Китай влиза в ООН. През 1972 г. Никсън се превръща в първия американски президент, който посещава комунистически Китай, но въпреки всичко САЩ продължават да поддържат значително морско присъствие край Тайван. Съветските ръководители, силно притеснени от тези събития, се съгласяват с условията на Никсън и същата година завършват първите разговори за ограничаване на стратегическите оръжия.
Никсън е твърд поддръжник на генерал Яахая Хан в Пакистан, въпреки нарастващото насилие и геноцида срещу бенгалците в Източен Пакистан. Разсекретените документи показват широката подкрепа, оказвана от Никсън на диктатора, въпреки големите нарушения на човешките права. Той е бил известен и с лошото си отношение към министър-председателя на Индия Индира Ганди, като често я наричал вещица в частните си разговори с Хенри Кисинджър.
Твърди се, че президентът е оказвал скрита помощ при преврата на Аугусто Пиночет в Чили през 1973 г. База на ЦРУ край Панамския канал е оказвала логистична и друга помощ на приятелски движения в Латинска Америка.
През 1972 г. Никсън е преизбран с една от най-убедителните изборни победи в американската история, като побеждава Джордж Макгавърн с 60% от подадените бюлетини. Той печели в 49 от 50 щата, като губи само в Масачузетс.
На 2 януари 1974 г. Никсън подписва закон, с който се намалява максималната скорост на магистралите до 55 мили в час (90 км/ч), за да се пести бензин във връзка с енергийната криза от 1973 г. Законът остава в сила до края на 1980-те години.
На 3 април 1974 г. Никсън обявява, че ще плати 432 787,13 долара неплатени данъци и лихвите към тях, след като комитет на Конгреса докладва, че е спестил плащането на данъци за периода от 1969 – 1972 г.
В светлината на предстоящия импийчмънт от Камарата на представителите и осъждане от Сената Никсън подава оставка на 9 август 1974 г.

## Уотъргейт
През октомври 1972 г. вестник „Вашингтон Поуст“ изнася информация, че ФБР е установило, че сътрудници на Никсън са шпионирали и саботирали множество кандидати за президент на Демократическата партия като част от операция, която по-късно става известна като аферата Уотъргейт. По време на президентската предизборна кампания петима крадци са арестувани на 17 юни 1972 г. в квартирата на Демократическата партия в комплекса Уотъргейт. Впоследствие те са свързани с Белия дом. Това се превръща в един от серията големи скандали, свързани с Комитета за преизбиране на президента (известен като CRP, но често и подигравателно като CREEP т.е. влечуго). Между скандалите е излизането на „списък с враговете на президента“, „мръсни трикове“. Последвалият скандал Уотъргейт разкрива необузданата корупция, незаконните действия и лъжливостта на администрацията на Никсън. Самият президент се опитва да омаловажи скандала, но когато неговите помощници подават оставка, ролята на Никсън за поръчването на незаконните операции излиза на светлината на прожекторите на пресата, съда и разследванията на Конгреса. Никсън е избягвал плащането на данъци, приемал е незаконни дарения за кампанията, нареждал е поставяне на бомби, използвал е държавните агенции за оказване на натиск на политическите си врагове, нареждал е подслушвания и незаконни прониквания. Вицепрезидентът Спиро Агню подава оставка през октомври 1973 г., понеже е заловен при получаването на подкуп, но Никсън остава на власт с думите „Аз не съм измамник“. Тайните му записи на разговорите в Белия дом стават явни, когато след съдебно разпореждане са изискани и разкриват голямата схема за прикриване на нередностите. Наречен е от разследващата скандала комисия „неназован съконспиратор“.
Никсън губи подкрепата на собствената си партия, както и на обществото особено след „Клането в събота вечер“ на 20 октомври 1973 г., когато заповядва Арчибалд Кокс, специалният прокурор в разследването, да бъде уволнен, като уволнява и няколко негови съветници, които не са съгласни с това решение. Правната комисия на Конгреса на 9 май 1974 г. започва формални и публични слушания за импийчмънт на Никсън. Въпреки неговите опити, един от аудио записите, известен като „димящия пистолет“ (в смисъл на уличаващо доказателство), става публичен на 5 август 1974 г. и в него се чува, че Никсън дава нареждане да се дадат пари на един от крадците, заловени в Уотъргейт, а и става ясно, че иска да изнудва ЦРУ да каже на ФБР да спре разследването на определени теми заради „нещата около Залива на прасета“. Няколко от лицата, проникнали в офиса на Демократическата партия, са свързани с операцията при Залива на прасетата. В светлината на загубата на политическата поддръжка и сигурният импийчмънт от Камарата на представителите и осъждане от Сената, Никсън подава оставка на 9 август 1974 година, след като се обръща към нацията по телевизията предишната вечер. Той никога не признава, че е извършил нещо незаконно, но твърди, че е направил грешни преценки. Ако не беше подал оставка, щеше да стане със сигурност вторият президент след Андрю Джонсън отстранен чрез импийчмънт.
На 8 септември 1974 г. обща амнистия от президента Джералд Форд, който е вицепрезидент по време на втория му мандат, слага ефективен край на всички възможности за привличане на Никсън към отговорност. Този акт е силно противоречив и критиците на Никсън твърдят, че общата амнистия е „услуга за услуга“ заради оставката му. Тази „размяна“ на услуги никога не е доказана и много модерни историци смятат, че не е вероятно да има такава уговорка между двамата мъже. Амнистията наврежда на Форд политически и е една от основните причини за загубата му на изборите през 1976 г.

## Последни десетилетия и смърт
По време на годините след напускане на президентството Никсън работи за възстановяване на обществения си имидж и има значително повече успех в това отколкото по време на подаване на оставката му. Той получава изключително уважение като съветник в областта на външната политика, като дава съвети на всички президенти, които се изреждат след оставката му през 1974 до смъртта му през 1994 г.
Последвалите аудио записи, станали обществено достояние, изключват каквото и да било съмнение в участието на Никсън в опита за потулване на аферата Уотъргейт, в набирането на незаконни политически дарения и в шпионирането на политическите противници.
След оттеглянето си Никсън пише множество книги, включително и мемоарите си.
През 1977 г. английският водещ Дейвид Фрост уговаря да вземе интервю от Никсън за колосалната сума от 600 хил. долара. В серията от интервюта бившият президент говори за своята политика и в крайна сметка прави публично извинение за скандалите в неговата администрация.
През 1982 г. Ричард Никсън посещава България. Среща се с Тодор Живков на 1 и 2 юли в резиденция Евксиновград край Варна. Визитата има частен характер и продължава от 30 юни до 2 юли. Преводач е Елена Поптодорова.
На 18 април 1994 г. Никсън, който е на 81 години, получава тежък мозъчен удар и умира 4 дни по-късно на 22 април. Той е погребан до жена си Патриша Никсън (която умира 10 месеца преди това от рак на белите дробове) в Йорба Линда, Калифорния.
Президентът Бил Клинтън, бившият държавен секретар Хенри Кисинджър, лидерът на сенатското мнозинство Боб Доул и губернаторът на Калифорния Пити Уилсън говорят на погребението, което е на 27 април. На него присъстват и бившите президенти Джералд Форд, Джими Картър, Роналд Рейгън и Джордж Буш.
Никсън е наследен от две дъщери и четирима внуци.